# Catedral del Santísimo Sacramento (Sacramento)
La catedral del Santísimo Sacramento  (en inglés: Cathedral of the Blessed Sacrament) es la catedral de la diócesis de Sacramento. Está localizada en Sacramento, California. En ella se encuentra la sede episcopal de Jaime Soto, el actual obispo de la diócesis de Sacramento. La catedral está situada en el centro en la intersección de las calles 11 y K.
En la actualidad, la catedral es considerada como un símbolo tanto como de referencia religiosa y cívico. Se trata de la iglesia madre de la diócesis, que se extiende desde el extremo sur del Condado de Sacramento al norte de la frontera con Oregón y da servicio a aproximadamente 975.000 católicos. La diócesis abarca 99 iglesias en 42.000 millas cuadradas. La catedral es una de las más grandes localizadas al oeste del Río Misisipi.